# Kelle Artúr
Kelle Artúr (Perjámos, 1882. július 18. – Sopron, 1945. január 8.) erdőmérnök, egyetemi tanár.

## Életpályája
Szegeden érettségizett. 1908-ban diplomázott a selmecbányai Bányászati és Erdészeti Akadémia hallgatójaként. 1908–1912 között a liptóújvári erdőőri szakiskola erdőgyakornoka volt. 1912-től a Bányászati és Erdészeti Főiskola Erdőművelés Tanszék tanársegéde, 1915-től erdőmérnöke és adjunktusa. 1919-ben a Sopronba áttelepült főiskola főerdőmérnöke, 1921-ben erdőtanácsosa lett. 1922–1945 között az erdővédelemtani tanszék vezetője volt. 1923-ban az önállósuló Erdővédelmi Tanszék első főiskolai, majd 1934–1945 között egyetemi tanára. 1939–1940 között a kar dékánja volt.
Megszervezte a tanszék madár- és rovartani, erdővédelemtani gyűjteményét és laboratóriumát. Fontos felfedezése a szilfavész, a szilfák tömeges kipusztulása okainak felderítése.
Sírja Sopronban, az Ágfalvai Köztemetőben található.

## Művei
- A szilfabetegség elsődleges okai (Sopron, 1940)